# Ахмад Югнаки
Ахма́д Югнаки́ — тюркский поэт XII века, писавший на караханидско-уйгурском языке.
Родился по одной версии в одном из сёл Ферганской долины, а по другой поблизости от Самарканда. Время его жизни тоже является спорным. По одной версии он жил в VIII веке, а по другой — в XII веке. О нём упоминает Алишер Навои.
Слепой от рождения, Ахмад Югнаки хорошо освоил тюркский и арабский языки. Как знаток шариата получил уважительное имя «Адиб Ахмед». Писал легенды-эпосы, основанные на исламских ценностях. Позже они были объединены в сборник дидактических стихов «Хибат аль-Хакаик» («Подарок истин»), дошедшей в двух рукописях, написанных разными шрифтами — уйгурским и арабским на хаканском (караханидско-уйгурском) языке. Впервые переиздана в Стамбуле в 1915—1916 годах.
Ахмад Югнаки обращается к наследию аль-Фараби, Махмуда аль-Кашгари, Юсуфа Баласагуни, Ахмеда Ясави, в его произведениях воссоздан богатый духовный мир тюрков IX—XIII веков. Оригиналы его трудов не сохранились. Существует 3 разновременные копии. Самая древняя сделана в 1444 году в Самарканде.

## Сочинения
- «Дар истины» («Хибат-ул хакднык[вд]», Ташкент, 1971);
- «Аки кат сыйм», А., 1985.